# Уруша (станція)
Уруша (рос. Уруша) — станція Могочинського регіону Забайкальської залізниці Росії, розташована на дільниці Куенга — Бамівська між станціями Сгібеєво (відстань — 18 км) і Улягір (31 км). Відстань до ст. Куенга — 685 км, до ст. Бамівська — 64 км; до транзитного пункту Каримська — 917 км.